# Моисеев, Евгений Иванович (политик)
Евгений Иванович Моисеев (род. 15 июля 1972 года, ст. Старопавловская, Кировский район, Ставропольский край, РСФСР, СССР) — российский политический деятель. Глава города Кисловодска с 29 декабря 2021 года. Член Всероссийской политической партии «Единая Россия».

## Биография
Евгений Иванович Моисеев родился 15 июля 1972 года, в станице Старопавловская, Кировского района Ставропольского края.
В 1994 году окончил Пятигорский госпединститут иностранных языков.
В 1996 году окончил Московскую коммерческую академию.
В 2002 году окончил Ставропольский государственный университет.
С 1994 г. по 1995 г. – менеджер. Производственно-коммерческое предприятие Компания «ГЕМО», с. Новоселицкое.
С 1995 г. по 1996 г. – старший экономист-специалист по маркетингу ТОО Коммерческий банк «Ессентуки».
С 1996 г. по 1997 г. – главный менеджер ТОО Коммерческий банк «Ессентуки».
В 1997 году – старший менеджер-финансист. ЗАО Корпорация «ГЕМО и ЗЕРНО».
С 1997 г. по 1998 г. – финансовый директор ООО «СэвнКом».
В 1998 году – финансовый директор ТОО «С. Корд».
С 1998 г. по 2001 г. – финансовый директор ЗАО Промышленно-инвестиционная компания «ЭНЕРГИЯ».
С 2001 г. по 2003 г. – начальник юридического отдела ЗАО Промышленно-финансовая группа «ПИК ЭНЕРГИЯ».
С 2003 г. по 2004 г. – заместитель начальника Государственного учреждения «Территориальное Управление Госстроя России в ЮФО РФ».
В 2004 году – первый заместитель начальника Государственного учреждения «Территориальное Управление Госстроя России в ЮФО РФ».
С 2004 г. по 2005 г. – заместитель директора, начальник юридической службы ООО «ЕДИНСТВО».
С 2005 г. по 2006 г. – генеральный директор. ЗАО Группа «Единство».
С 2006 г. по 2011 г. – финансовый директор. ООО «Единство».
С 2011 г. по 2015 г. – генеральный директор. ЗАО «Единство».
В 2015 году – исполняющий обязанности первого заместителя главы администрации города, первый заместитель главы администрации города Георгиевска.
С 2015 г. по 2016 г. – глава города Георгиевска.
С 14 декабря 2016 по 6 декабря 2021 года – глава города Железноводска.
Моисеев возглавил Железноводск в 2016 году – за это время в городе запущена система «Умный город», были реализованы десятки инфраструктурных проектов, в том числе и крупные: реконструкция городского озера и реконструкция Каскадной лестницы, которая в итоге стала самой крупной на Юге России.
С 7 декабря 2021 года Евгений Иванович назначен исполняющим обязанности главы города Кисловодска.
29 декабря 2021 года он вступил в должность главы города Кисловодска.
28 января 2024 года дал указание демонтировать цитату выдающегося танцовщика Михаила Барышникова - «Я не стараюсь танцевать лучше всех остальных. Я стараюсь танцевать лучше себя самого», размещённую на стене новой хореографической школы, и заменить её на слова «настоящего патриота родной земли». Заявив, что Барышников после начала вторжения России на Украину не поддерживает свою родину, «наших парней-героев, нашего президента», Моисеев закончил публикацию в «Телеграме» лозунгом - «Кисловодск ZA Наших! Кисловодск своих не бросает!».